# Лижні перегони на зимових Олімпійських іграх 2010
Змагання з лижних перегонів на зимових Олімпійських іграх 2010 року в Ванкувері проходили в Олімпійському парку Вістлера у Вістлері, Британська Колумбія між 15 і 28 лютого 2010 року.

## Дисципліни (лижні перегони)
| День    | Дата                 | Старт | Фініш | Змагання-дисципліна                                                  |
| ------- | -------------------- | ----- | ----- | -------------------------------------------------------------------- |
| День 4  | Понеділок 2010-02-15 | 10:00 | 11:15 | 10км вільним стилем                                                  |
| День 4  | Понеділок 2010-02-15 | 12:30 | 14:00 | 15 км вільним стилем                                                 |
| День 6  | Середа 2010-02-17    | 10:15 | 11:00 | Спринт - класичний стиль, Спринт - класичний стиль                   |
| День 6  | Середа 2010-02-17    | 12:30 | 14:00 | Спринт - класичний стиль, Спринт - класичний стиль                   |
| День 8  | П'ятниця 2010-02-19  | 13:00 | 13:50 | Персьют 7,5+7,5км переслідування                                     |
| День 9  | Субота 2010-02-20    | 13:30 | 15:00 | Персьют 15+15км переслідування                                       |
| День 11 | Понеділок 2010-02-22 | 10:45 | 12:15 | Командний спринт - вільним стилем, Командний спринт - вільним стилем |
| День 11 | Понеділок 2010-02-22 | 13:00 | 13:45 | Командний спринт - вільним стилем, Командний спринт - вільним стилем |
| День 13 | Середа 2010-02-24    | 11:15 | 13:10 | Естафета 4x10 км, чоловіки                                           |
| День 14 | Четвер 2010-02-25    | 11:00 | 12:05 | Естафета 4x5 км, жінки                                               |
| День 16 | Субота 2010-02-27    | 11:45 | 13:45 | Мас-старт 30 км класичним стилем, жінки                              |
| День 17 | Неділя 2010-02-28    | 9:30  | 12:15 | Мас-старт 50 км класичним стилем, чоловіки                           |

## Кваліфікаційні вимоги

### Перелік країн і учасників від них
| - Алжир1 - Андорра1 - Аргентина1 - Вірменія2 - Австралія3 - Австрія5 - Білорусь6 - Бельгія2 - Бермудські Острови1 - Боснія і Герцеговина2 - Бразилія2 - Болгарія3 - Канада11 - КНР 3 - Хорватія2 - Чехія9 - Данія2 - Естонія14 - Ефіопія1 - Фінляндія20 | - Франція16 - Велика Британія3 - Німеччина18 - Греція3 - Угорщина2 - Ісландія1 - Індія1 - Іран1 - Ірландія1 - Ізраїль1 - Італія20 - Японія8 - Казахстан10 - Киргизстан1 - Південна Корея2 - Латвія2 - Ліхтенштейн1 - Литва4 - Північна Македонія3 | - Молдова2 - Монголія2 - Непал1 - Норвегія20 - Нова Зеландія3 - Перу1 - Польща7 - Португалія1 - Румунія3 - Росія20 - Сербія2 - Словаччина5 - Словенія5 - ПАР1 - Іспанія3 - Швеція20 - Швейцарія12 - Туреччина3 - Україна4 - США11 |

## Турнірні здобутки

### Загальний залік
| Місце | Країна    | Золото | Срібло | Бронза | Разом |
| ----- | --------- | ------ | ------ | ------ | ----- |
| 1     | Норвегія  | 5      | 2      | 2      | 9     |
| 2     | Швеція    | 3      | 2      | 2      | 7     |
| 3     | Німеччина | 1      | 4      | 0      | 5     |
| 4     | Росія     | 1      | 1      | 2      | 4     |
| 5     | Польща    | 1      | 1      | 1      | 3     |
| 6     | Швейцарія | 1      | 0      | 0      | 1     |
| 7     | Естонія   | 0      | 1      | 0      | 1     |
| 8     | Італія    | 0      | 1      | 0      | 1     |
| 9     | Чехія     | 0      | 0      | 2      | 2     |
| 10    | Фінляндія | 0      | 0      | 2      | 2     |
| 11    | Словенія  | 0      | 0      | 1      | 1     |

### Медалісти
Чоловіки:
| Дисципліна                        | Золото                                                                 | Срібло                                                                      | Бронза                                                |
| 15 км вільним стилем              | Даріо Колонья Швейцарія                                                | П'єтро Піллер Коттрер Італія                                                | Лукаш Бауер Чехія                                     |
| Дуатлон 15 км + 15 км             | Маркус Гельнер Швеція                                                  | Тобіас Ангерер Німеччина                                                    | Юхан Ульссон Швеція                                   |
| Мас-старт 50 км класичним стилем  | Петтер Нортуг Норвегія                                                 | Аксель Тайхманн Німеччина                                                   | Юхан Ульссон Швеція                                   |
| Спринт - класичний стиль          | Микита Крюков Росія                                                    | Олександр Панжинський Росія                                                 | Петтер Нортуг Норвегія                                |
| Естафета 4 x 10 км                | Швеція Данієль Рікардссон Юхан Ульссон Андерс Седергрен Маркус Гельнер | Норвегія Мартін Юнсруд Сунбі Одд-Бйорн Г'єльмесет Ларс Бергер Петтер Нортуг | Чехія Мартін Якш Лукаш Бауер Їржі Маґал Мартін Коукал |
| Командний спринт - вільним стилем | Норвегія Ойстейн Петтерсен Петтер Нортуг                               | Німеччина Тім Чарнке Аксель Тайхманн                                        | Росія Микола Морилов Олексій Пєтухов                  |

Жінки:
| Дисципліна                        | Золото                                                                       | Срібло                                                                     | Бронза                                                                         |
| 10 км вільним стилем              | Шарлотта Калла Швеція                                                        | Крістіна Шмігун-Вяхі Естонія                                               | Маріт Бйорген Норвегія                                                         |
| Персьют 7,5+7,5 км переслідування | Маріт Бйорген Норвегія                                                       | Анна Хоґ Швеція                                                            | Юстина Ковальчик Польща                                                        |
| Мас-старт 30 км класичним стилем  | Юстина Ковальчик Польща                                                      | Маріт Бйорген Норвегія                                                     | Айно-Кайса Саарінен Фінляндія                                                  |
| Спринт - класичний стиль          | Маріт Бйорген Норвегія                                                       | Юстина Ковальчик Польща                                                    | Петра Майдич Словенія                                                          |
| Естафета 4x10 км                  | Норвегія Вібеке Скофтеруд Терезе Йогауґ Крістін Стормер Стейра Маріт Бйорген | Німеччина Катрін Целлер Еві Захенбахер-Штеле Міріам Гесснер Клаудія Нюстад | Фінляндія Пірйо Муранен Вірпі Куйтунен Рітта-Ліїса Рапонен Айно-Кайса Саарінен |
| Командний спринт - вільним стилем | Німеччина Еві Захенбахер-Штеле Клаудія Нюстад                                | Швеція Шарлотта Калла Анна Хоґ                                             | Росія Ірина Хазова Наталія Коростельова                                        |